# Lijst van rijksmonumenten in Raamsdonk
De plaats Raamsdonk, in de Nederlandse provincie Noord-Brabant, telt 25 inschrijvingen in het rijksmonumentenregister. Hieronder een overzicht.
| Object                                                             | Oorspronkelijke functie?  | Bouwjaar                   | Architect   | Locatie              | Coördinaten?                  | Nr.?   | Afbeelding                                                         |
| ------------------------------------------------------------------ | ------------------------- | -------------------------- | ----------- | -------------------- | ----------------------------- | ------ | ------------------------------------------------------------------ |
| Lambertuskerk                                                      | Kerk en kerkonderdeel     | Vanaf 14e eeuw             |             | Kerklaan 4           | 51° 41' 38" NB, 4° 54' 16" OL | 32279  | Meer afbeeldingen                                                  |
| Sint-Bavokerk                                                      | Kerk en kerkonderdeel     | 1889                       | Carl Weber  | Kerkplein 2-6        | 51° 41' 15" NB, 4° 54' 23" OL | 32280  | Meer afbeeldingen                                                  |
| Langstraatboerderij                                                | Boerderij                 | Begin 18e eeuw             |             | Kerkstraat 41        | 51° 41' 11" NB, 4° 54' 15" OL | 32281  | Langstraatboerderij                                                |
| Langstraatboerderij met dwarsdeel, dwarshuis en uitbouwen opzij    | Boerderij                 |                            |             | Korte Broekstraat 3  | 51° 41' 2" NB, 4° 53' 32" OL  | 32282  | Meer afbeeldingen                                                  |
| Langstraatboerderij met langsdeel, schuur en stal van hout         | Boerderij                 |                            |             | Korte Broekstraat 5  | 51° 41' 2" NB, 4° 53' 32" OL  | 32283  | Meer afbeeldingen                                                  |
| Langstraatboerderij                                                | Boerderij                 |                            |             | Korte Broekstraat 9  | 51° 41' 1" NB, 4° 53' 30" OL  | 32284  | Meer afbeeldingen                                                  |
| Langstraatboerderij met dwarspand                                  | Boerderij                 |                            |             | Lange Broekstraat 29 | 51° 41' 4" NB, 4° 53' 33" OL  | 32285  | Meer afbeeldingen                                                  |
| Pand onder pannen zadeldak tussen hoge puntgevels met vlechtingen. | Woonhuis                  | 18e eeuw                   |             | Molenstraat 29       | 51° 41' 22" NB, 4° 54' 38" OL | 32286  | Pand onder pannen zadeldak tussen hoge puntgevels met vlechtingen. |
| Fransch Nederduitsch Schoolhuis                                    | Woonhuis                  | 1787                       |             | Molenstraat 37       | 51° 41' 23" NB, 4° 54' 35" OL | 32287  | Fransch Nederduitsch Schoolhuis                                    |
| Gepleisterd pand met pannen zadeldak tussen hoge puntgevels        | Woonhuis                  | 18e eeuw                   |             | Molenstraat 41-43    | 51° 41' 23" NB, 4° 54' 34" OL | 32288  | Meer afbeeldingen                                                  |
| Grote boerderij met rieten zadeldak                                | Boerderij                 | begin 18e eeuw             |             | Molenstraat 45       | 51° 41' 24" NB, 4° 54' 33" OL | 32289  | Meer afbeeldingen                                                  |
| Boerderij onder zadeldak met puntgevels                            | Boerderij                 | begin 19e eeuw             |             | Molenstraat 42       | 51° 41' 23" NB, 4° 54' 37" OL | 32290  | Meer afbeeldingen                                                  |
| Witgepleisterd huis                                                | Woonhuis                  | Eind 18e of begin 19e eeuw |             | Molenstraat 48       | 51° 41' 25" NB, 4° 54' 33" OL | 32291  | Meer afbeeldingen                                                  |
| Boerderij onder met riet gedekt wolfdak                            | Boerderij                 | 17e of 18e eeuw            |             | Molenstraat 50       | 51° 41' 25" NB, 4° 54' 32" OL | 32292  | Meer afbeeldingen                                                  |
| Herberg "Koppelpaarden"                                            | Horeca                    | vierde kwart 19e eeuw      |             | Schansstraat 41      | 51° 41' 18" NB, 4° 54' 50" OL | 32293  | Meer afbeeldingen                                                  |
| Bakstenen boerderij onder afgewolfd rieten zadeldak                | Boerderij                 | 1756 of 1765               |             | Schansstraat 12      | 51° 41' 16" NB, 4° 54' 44" OL | 32294  | Meer afbeeldingen                                                  |
| Overblijfselen klooster "Domus Beatae Mariae Virginis"             | Archeologisch monument    | 1336 (stichting)           |             |                      | 51° 41' 19" NB, 4° 51' 42" OL | 45970  | Upload foto                                                        |
| Kop-hals-rompboerderij                                             | Boerderij                 | 1875-1900                  |             | Schansstraat 32      | 51° 41' 17" NB, 4° 54' 58" OL | 520041 | Kop-hals-rompboerderij                                             |
| Complex Schansstraat: Knechtswoning                                | Woonhuis                  | 1875-1900                  |             | Schansstraat 34      | 51° 41' 18" NB, 4° 54' 59" OL | 520042 | Upload foto                                                        |
| Villa                                                              | Woonhuis                  | 1887                       |             | Korte Broekstraat 2  | 51° 41' 1" NB, 4° 53' 28" OL  | 520048 | Meer afbeeldingen                                                  |
| Heilig Hartbeeld                                                   | Gedenkteken               | 1927                       | Jan Custers | Grasplantsoen (bij)  | 51° 41' 13" NB, 4° 54' 23" OL | 520049 | Meer afbeeldingen                                                  |
| Pastorie van Sint-Bavokerk                                         | Kerkelijke dienstwoning   | 1889                       | Carl Weber  | Kerkplein 1          | 51° 41' 15" NB, 4° 54' 25" OL | 520050 | Meer afbeeldingen                                                  |
| Adrianushuis                                                       | Klooster, kloosteronderdl | 1936                       |             | Kerkplein 5          | 51° 41' 14" NB, 4° 54' 20" OL | 520051 | Meer afbeeldingen                                                  |
| Sint-Leoschool                                                     | Onderwijs en wetenschap   | 1926                       |             | Kerkplein 7          | 51° 41' 12" NB, 4° 54' 17" OL | 520052 | Sint-Leoschool                                                     |
| Wagenmakerij                                                       | Nijverheid                | laatste helft 18e eeuw     |             | Bergenstraat 29      | 51° 41' 10" NB, 4° 54' 3" OL  | 526432 | Meer afbeeldingen                                                  |